# 巴芬河
巴芬河（法語：Bafing）是西非的河流，河道全長約500公里，流域面積33,000平方公里，發源自畿內亞富塔賈隆高地海拔高度1,537米處，朝北流經馬里，最終在巴富拉貝附近與巴科伊河匯流形成塞內加爾河:6。